# 29363 Ghigabartolini
29363 Ghigabartolini è un asteroide della fascia principale. Scoperto nel 1996, presenta un'orbita caratterizzata da un semiasse maggiore pari a 2,3312348 au e da un'eccentricità di 0,0651095, inclinata di 6,73084° rispetto all'eclittica.